# Segunda Batalla de Brega
La segunda batalla de Brega fue una batalla durante la Guerra de Libia de 2011, que se dio en la ciudad de Brega. Más de 10 días antes, las fuerzas anti-Gadafi repelieron un intento de las fuerzas leales a tomar la ciudad el 2 de marzo de 2011, en la Primera Batalla de Brega. Después de que las fuerzas rebeldes avanzaran a lo largo de la costa tomando las ciudades de Ras Lanuf y Ben Yauad. Sin embargo, después de la batalla de Ben Yauad y la batalla de Ras Lanuf, las tropas gubernamentales recuperaron la totalidad del territorio perdido y volvieron a amenazar Brega a mediados de marzo.
El 13 de marzo las fuerzas del régimen avanzaron desde Ras Lanuf, lograron retomar Brega, sin embargo el combate continuaba de noche y los rebeldes, posiblemente, aún controlaban algunas partes de la ciudad. Al parecer, los rebeldes volvieron a entrar en la ciudad y se produjeron fuertes enfrentamientos, después de lo cual las tropas leales se retiraron al aeropuerto de Brega. Sin embargo, solo una hora más tarde, se dijo que fuerzas leales había hecho retroceder a las tropas rebeldes.
La mañana del 14 de marzo, las fuerzas rebeldes controlaban las zonas residenciales de la ciudad mientras que las fuerzas leales controlaban las instalaciones petroleras.
Finalmente el 15 de marzo, las fuerzas rebeldes habían abandonado Brega y estaban en plena retirada hacia Ajdabiya. Ajdabiya fue objetivo de la artillería solo unas horas más tarde.